# Prieuré de Jakobsberg

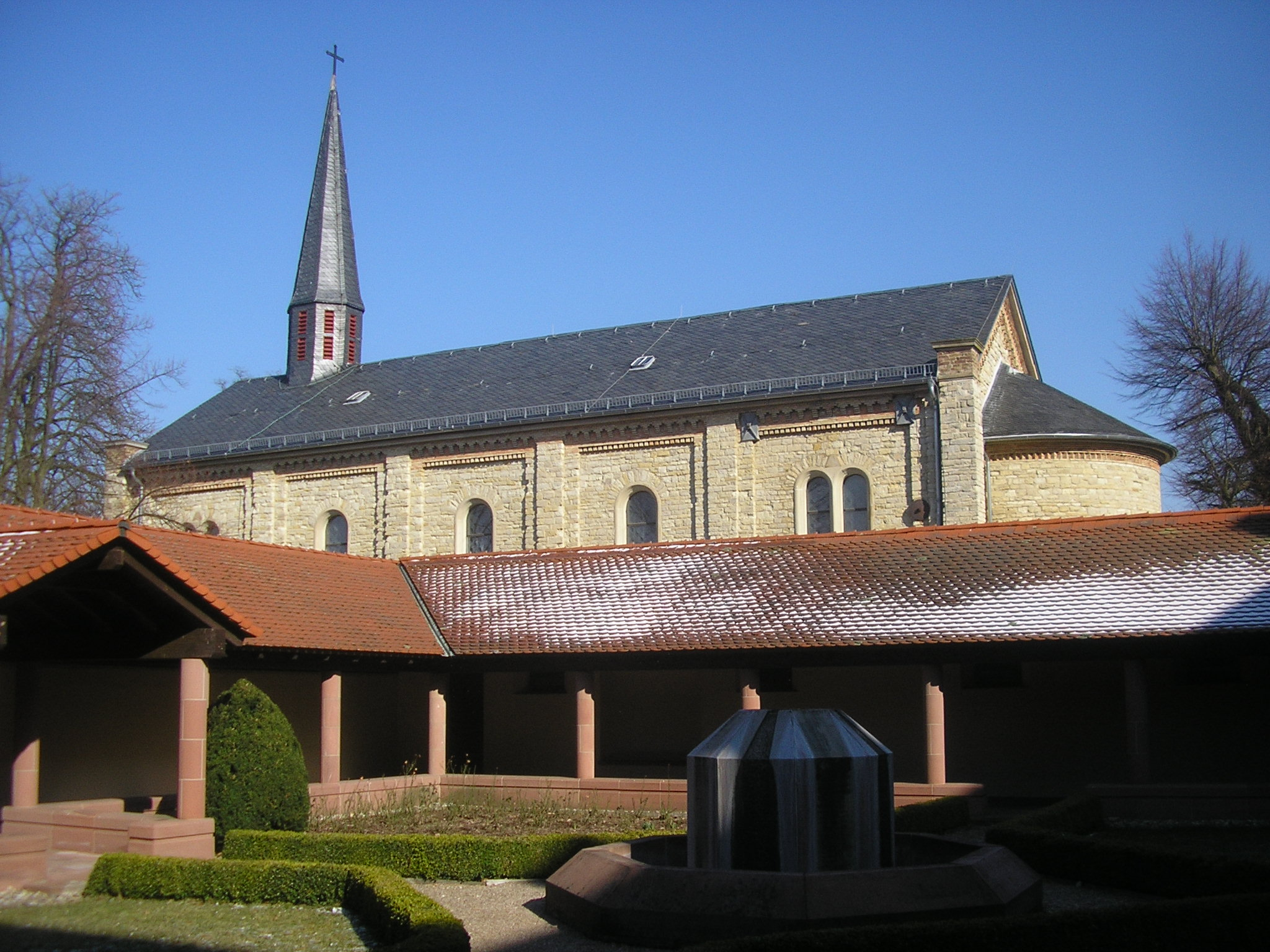
Cloître et église de prieuré de Jakobsberg

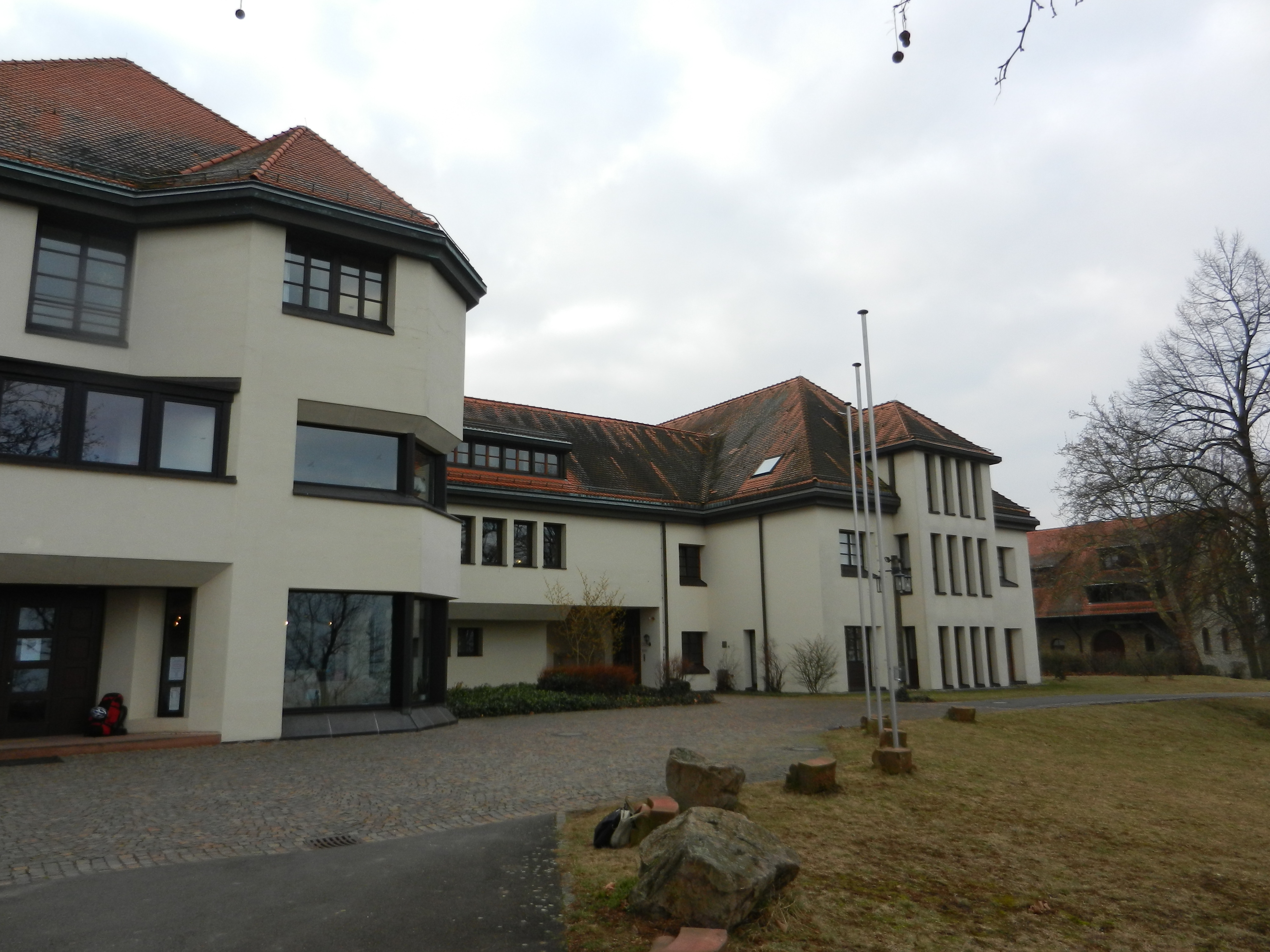
Centre de formation et maison d'hôtes (adroite)

Le prieuré de Jakobsberg (littéralement du Mont-Saint-Jacques) est un monastère bénédictin appartenant à la congrégation des bénédictins missionnaires de sainte Odile. Il se trouve en Allemagne à Ockenheim (Arrondissement de Mayence-Bingen) en Rhénanie-Palatinat.

## Histoire
Un pèlerinage avec une chapelle aux Quatorze-Saints-Auxiliaires existait sur place depuis le XVIIIe siècle, lorsqu'il est décidé à la fin du XIXe siècle de construire un monastère pour en assurer la direction spirituelle. Des trappistes allemands, venant de la Trappe d'Echt aux Pays-Bas, n'arrivent qu'en 1921, et se dispersent en 1949 pour retourner à Echt ou aller à Mariawald. Les bâtiments sont rachetés par les Jésuites qui y installent un noviciat jusqu'en 1960, année où ils se replient à Berlin-Kladow.
C'est alors que la congrégation ottilienne s'installe ici, afin de rapatrier ses moines expulsés par les guerres d'indépendance en Tanzanie. Les moines y arrivent le 31 janvier 1961. Le chœur est décoré d'une grande mosaïque en vitrail du Christ Pantocrator et le prieuré est reconstruit au milieu des années 1970. La maison de formation (Maison Saint-Georges) et la maison d'hôtes (Maison Saint-Boniface) sont construites entre 1983 et 1990. Celles-ci servent de centre éducatif et culturel, pour le diocèse de Mayence. L'église est réaménagée en février 2009.
La communauté compte aujourd'hui 19 moines.